# Manhua

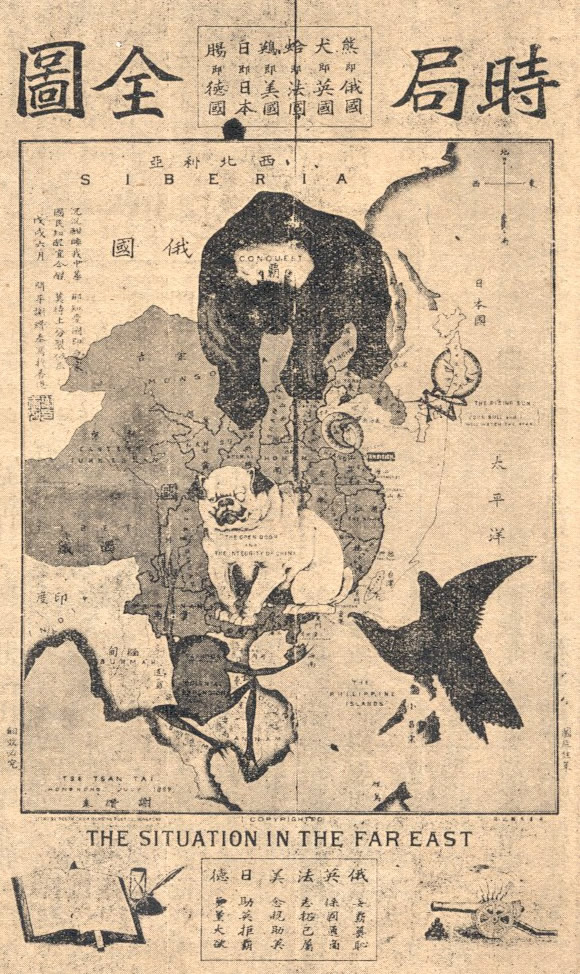
The Situation in the Far East című 1899-es manhua

A manhua (egyszerűsített: 漫画, hagyományos: 漫畫, pinjin: mànhuà) a kínai képregények elnevezése. A legtöbb manhuát Hongkongban és Tajvanon adják ki. A kultúrák közelsége miatt a modern kínai képregényekre hatással voltak a japán mangák és animék is, de ettől függetlenül számos különbséggel bír a két stílus. A manhuát jelölő kínai írásjegyek megegyeznek a japán mangát és a koreai manhvát jelölőekkel.
A modern manhua egyik mérföldkövének az 1982-ben megjelent, 中華英雄 (Csunghua Jinghsziung (Zhōnghuá yīngxióng), „Kínai hős”) című vuhszia (Wuxia)-képregényt tartják.

## Fordítás
- Ez a szócikk részben vagy egészben  a   Manhua című angol Wikipédia-szócikk fordításán alapul.  Az eredeti cikk szerkesztőit annak laptörténete sorolja fel. Ez a jelzés csupán a megfogalmazás eredetét és a szerzői jogokat jelzi, nem szolgál a cikkben szereplő információk forrásmegjelöléseként.